# Karl Storch (Leichtathlet)
Karl Storch (* 21. August 1913 in Fulda; † 16. August 1992 ebenda) war ein deutscher Leichtathlet, der am 24. Juli 1952 bei den Olympischen Spielen 1952 in Helsinki die Silbermedaille im Hammerwurf gewann (ungültig – 56,45 – 58,18 – 58,86 m – 57,80 – 58,38).

## Leben
Storch wurde 1938 und 1939 deutscher Vizemeister im Hammerwurf. Bei den Kriegsmeisterschaften 1941 bis 1943 wurde er jeweils deutscher Meister, 32-mal trug er das deutsche Nationaltrikot. Am 28. September 1952 schleuderte der Fuldaer die Eisenkugel auf 60,77 m und übertraf damit als erster Deutscher die 60-Meter-Marke. Er nahm auch an den Leichtathletik-Europameisterschaften 1954 in Bern im Hammerwurf teil, konnte jedoch nach erfolgreicher Qualifikation wegen einer Verletzung nicht zum Endkampf antreten. Mit 46 Jahren beendete Storch seine sportliche Karriere. Storch gehörte zunächst der Fuldaer Turnerschaft an, später startete er für die SS-Sportgemeinschaften Fulda und Arolsen. Er erreichte in der SS, der er spätestens 1939 vor Kriegsausbruch beigetreten war, mindestens den Rang eines Oberscharführers (SS-Nummer 312.308).
Nach dem Zweiten Weltkrieg trug er das Trikot des SC Borussia Fulda. Er war 1,84 m groß und wog in seiner Wettkampfzeit 110 kg. Nach seiner Sportlerkarriere war er Inhaber eines Sportgeschäftes und eines Bauunternehmens in Fulda. Auch politisch war Storch aktiv, so in der Wähler-Selbsthilfe (WSH), für die er der Fuldaer Stadtverordnetenversammlung angehörte. Gemeinsam mit seiner Frau hatte er vier Töchter.
Karl Storch wurde 1954 mit dem Rudolf-Harbig-Gedächtnispreis ausgezeichnet. In Fulda ist die Karl-Storch-Straße nach ihm benannt. Außerdem erhielt er bereits am 27. Oktober 1952 für seine sportlichen Erfolge das Silberne Lorbeerblatt.

## Deutsche Meisterschaften
- 1. Platz: 1941, 1942, 1943, 1948, 1950, 1952, 1954, 1955
- 2. Platz: 1938, 1939, 1946, 1947, 1949, 1951, 1957, 1958